# Félix Dalmás
Félix Agustín González Dalmás (Buenos Aires, Argentina, 2 de febrero de 1988) es un exjugador y entrenador de fútbol argentino. Actualmente está sin club.

## Trayectoria

### Inicios
Nacido en Buenos Aires, Dalmás creció en el barrio de Santa María en Moreno. A sus 12 años, su familia decidió emigrar a los Estados Unidos como consecuencia de la crisis económica que atravesaba el país. Con 20 años, se marchó a España para realizar una prueba sin éxito en el CD Castellón y continuó su periplo por Eslovaquia hasta llegar a Japón en 2010.
Durante su estancia en el país asiático, se desempeñó como jugador en el Laranja Kyoto y Sagawa Printing. Durante la temporada 2013-14, vistió la camiseta de Plaza Colonia. No obstante, en 2016, tomó la decisión de retirarse del fútbol profesional con tan solo 28 años.

### Camboya
Luego de oficiar como traductor de Keisuke Honda en su paso por el Pachuca, el japonés lo volvió a contactar para que lo acompañe como entrenador de la selección de Camboya en agosto de 2018. En marzo de 2021, abandonó su cargo por decisiones personales después de no poder avanzar en la clasificación para la Copa Mundial de Fútbol de 2022.
En marzo de 2023, la Federación de Fútbol de Camboya lo volvió a contratar para dirigir tanto a la selección absoluta como a la selección sub-23 y firmó un contrato por cuatro años. Sin embargo, en septiembre de 2024, fue relevado de sus funciones después de que el equipo quedara eliminado en la segunda ronda de la clasificación para la Copa Asiática 2027.

## Clubes

### Como jugador
| Club            | País    | Año       |
| --------------- | ------- | --------- |
| Laranja Kyoto   | Japón   | 2010-2011 |
| Sagawa Printing | Japón   | 2010-2011 |
| Laranja Kyoto   | Japón   | 2013      |
| Plaza Colonia   | Uruguay | 2013-2014 |

### Como entrenador
| Club                 | País    | Año       |
| -------------------- | ------- | --------- |
| Selección de Camboya | Camboya | 2018-2021 |
| Selección de Camboya | Camboya | 2023-2024 |